# تل پس تنب
تل پس تنب مربوط به دوره هخامنشی است و در شهرستان لارستان، بخش اوز، دهستان بیدشهر، ۳ کیلومتری جنوب روستای هود، زمین‌های کشاورزی، واقع شده و این اثر در تاریخ ۱۸ شهریور ۱۳۸۷ با شمارهٔ ثبت ۲۳۴۶۵ به‌عنوان یکی از آثار ملی ایران، به ثبت رسیده است.